# Скуби-Ду: Мистерията за Кечмания
„Скуби-Ду: Мистерията за Кечмания“ (на английски: Scooby-Doo! WrestleMania Mystery) е директно издаден към DVD анимационен филм и двадесет и втория филм от директните издаден към видео филмова поредица „Скуби-Ду“. Копродукция е на Warner Bros. Animation и WWE Studios. Във филма участват Скуби и бандата, които разгадават мистерия в „Кечмания“ (WrestleMania). Филмът е пуснат на 24 март 2014 г. във Великобритания и на 25 март 2014 г. във САЩ от Warner Home Video.

## В България
В България филмът е излъчен през 2015 г. по HBO. Дублажът е войсоувър на Доли Медия Студио. Екипът се състои от:
Войсоувър дублаж
| Преводач           | Кати Бобева                                                                |
| Озвучаващи артисти | Елена Бойчева Мими Йорданова Стефан Стефанов Димитър Кръстев Стоян Цветков |

Нахсинхронен дублаж
| Роля     | Изпълнител     |
| -------- | -------------- |
| Шаги     | Георги Стоянов |
| Скуби-Ду | Георги Спасов  |
| Фред     | Кирил Бояджиев |
| Дафни    | Златина Тасева |
| Велма    | Татяна Етимова |

| Обработка              | Александра Аудио |
| ---------------------- | ---------------- |
| Изпълнителен продуцент | Васил Новаков    |